# Pomnik Ofiar I Wojny Światowej w Gdyni
Pomnik Ofiar I Wojny Światowej w Gdyni – pomnik z kamienia, przedstawiający postać Chrystusa z odsłoniętym sercem, stojący przy ulicy Działdowskiej w gdyńskiej dzielnicy Leszczynki i upamiętniający mieszkańców Chyloni poległych podczas I wojny światowej. Według większości źródeł jest to najstarszy gdyński pomnik.

## Historia
Nieznana jest dokładna data powstania pomnika. Na ogół przyjmuje się, że powstał w 1921, choć mogło to mieć miejsce w latach 30. XX wieku. Inicjatorem jego powstania było prawdopodobnie Bractwo Najświętszego Serca Maryi, założone w 1918 przy parafii św. Mikołaja. Został on postawiony na podwórku przed plebanią.
Pomnik w praktycznie nienaruszonym czasie przetrwał II wojnę światową i okupację niemiecką, mimo że Niemcy niszczyli wszelkie religijne postumenty. Wedle przekazów ustnych, miejscowy ksiądz, Franciszek Mengel, pozostawił go na swoim miejscu, a z okolicznych budów przywiózł deski, którymi go przysypał. Liczył na to, że Niemcy będą tylko drwić z bałaganu przy świątyni i nie będą przeglądać sterty desek. Plan się powiódł.. Ok. 1950 ówczesny proboszcz parafii w Chyloni, Józef Labon, przeniósł pomnik w obecne miejsce.
Przez wiele lat pomnik stał na uboczu i niszczał, mimo dbania o niego przez mieszkańców. O jego gruntowną naprawę zaczęli zabiegać  Izabela i Robert Nieżorawscy ze Stowarzyszenia Nasze Leszczynki oraz ksiądz Antoni Nerek, proboszcz parafii św. Józefa. Dzięki ich zabiegom pomnik został wpisany do wojewódzkiego rejestru zabytków, a następnie w 2020 odrestaurowany przez zespół Polskich Pracowni Konserwacji Zabytków.

## Opis pomnika

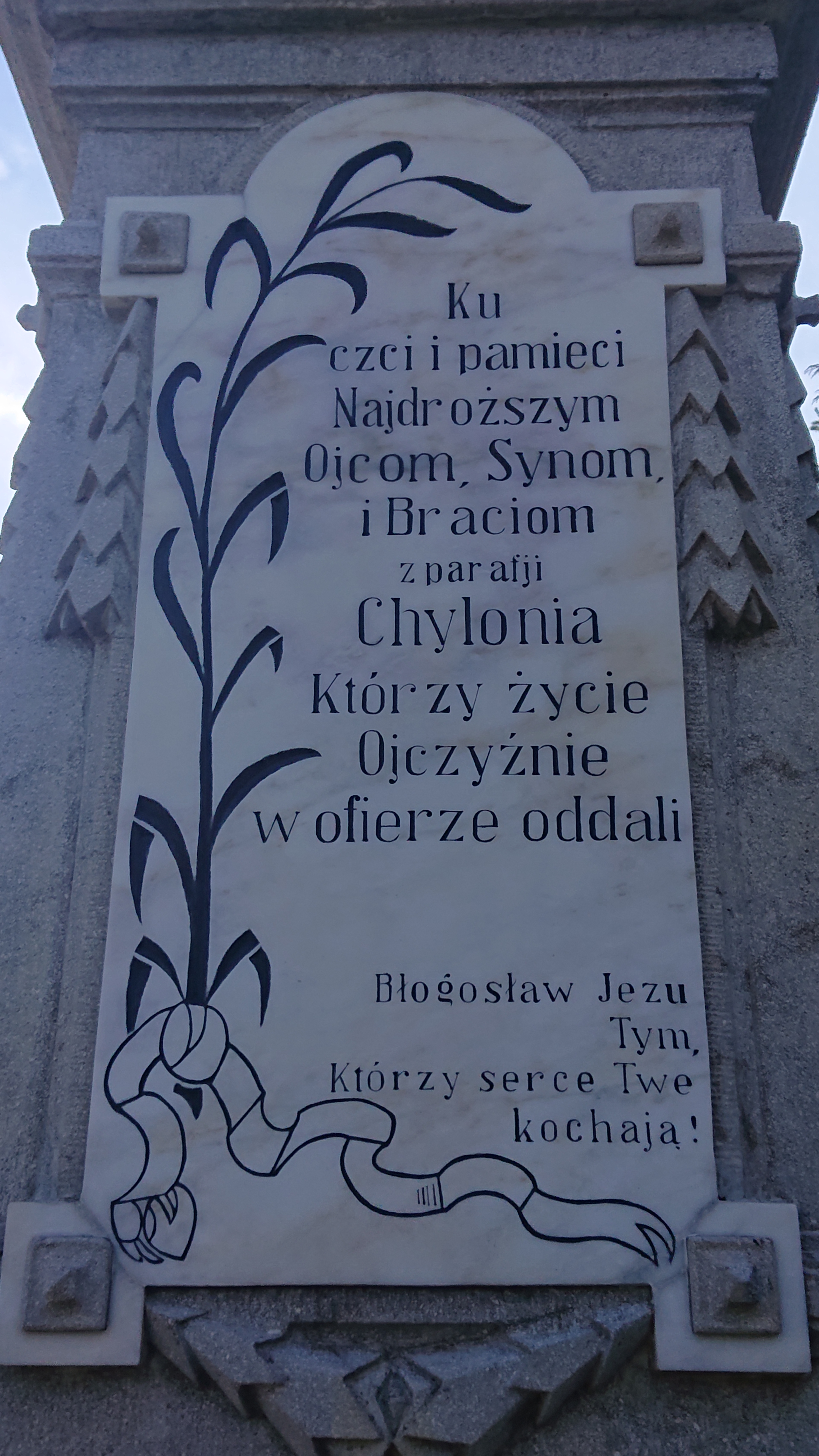
Tablica I
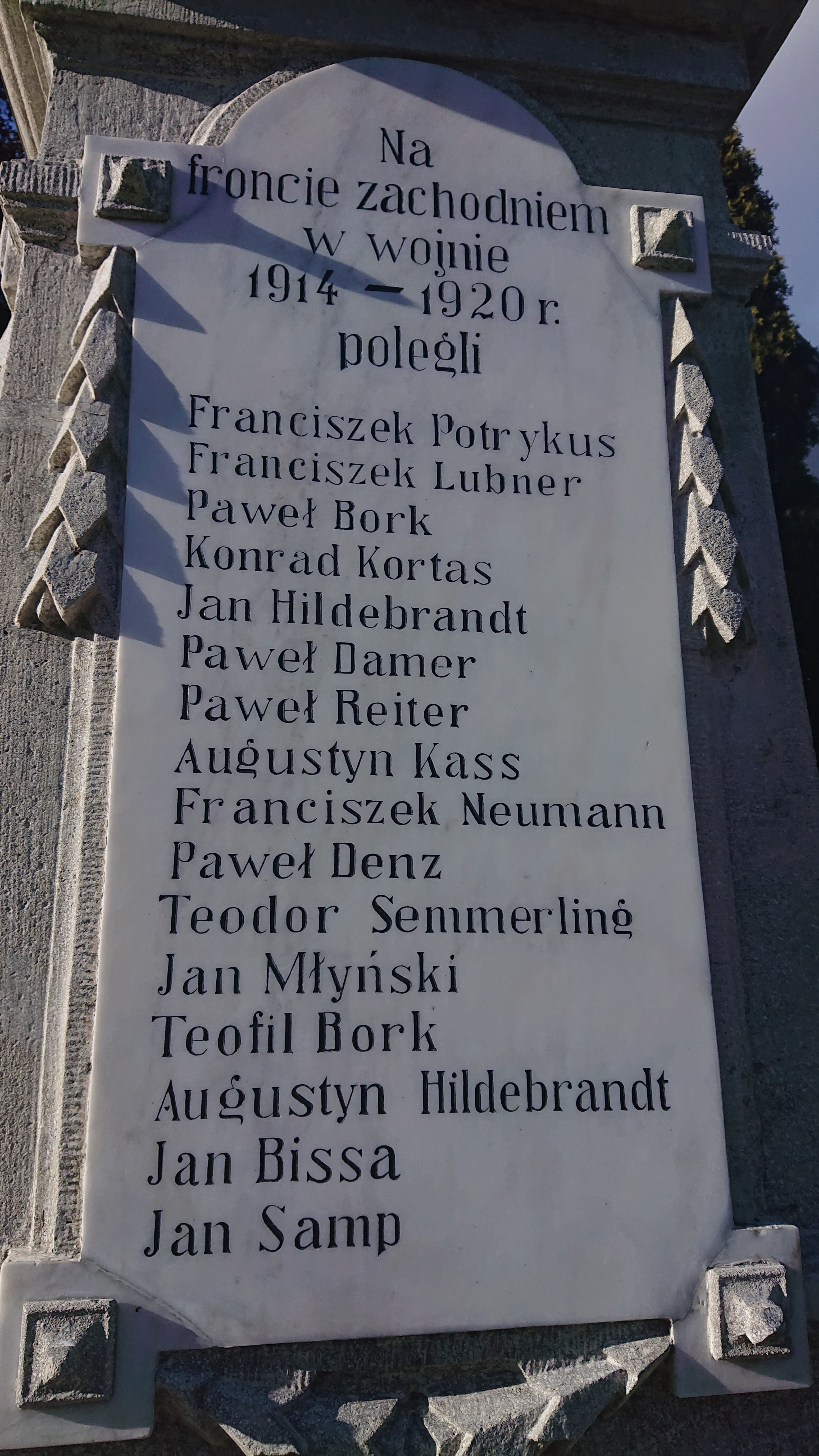
Tablica II
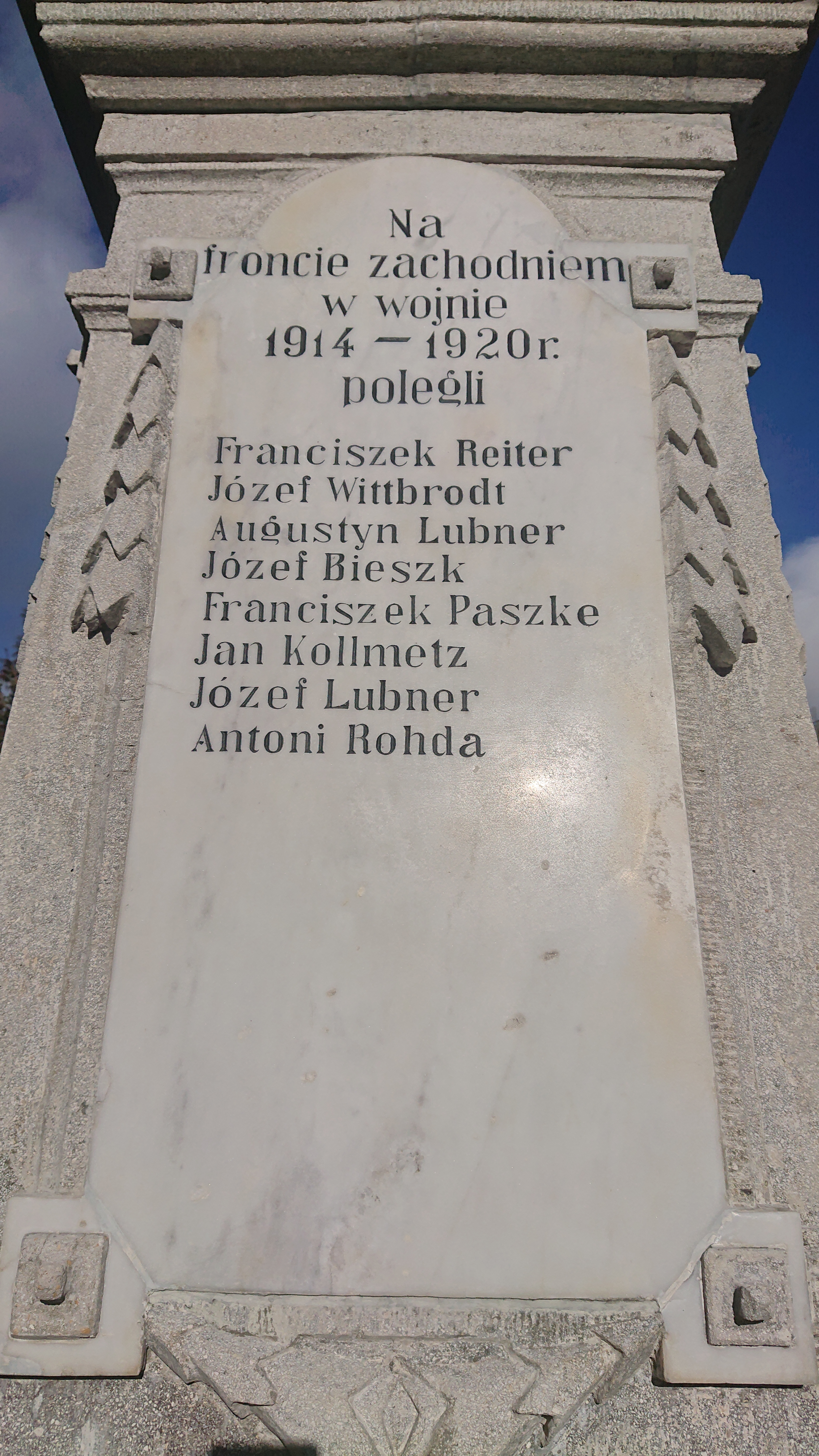
Tablica III
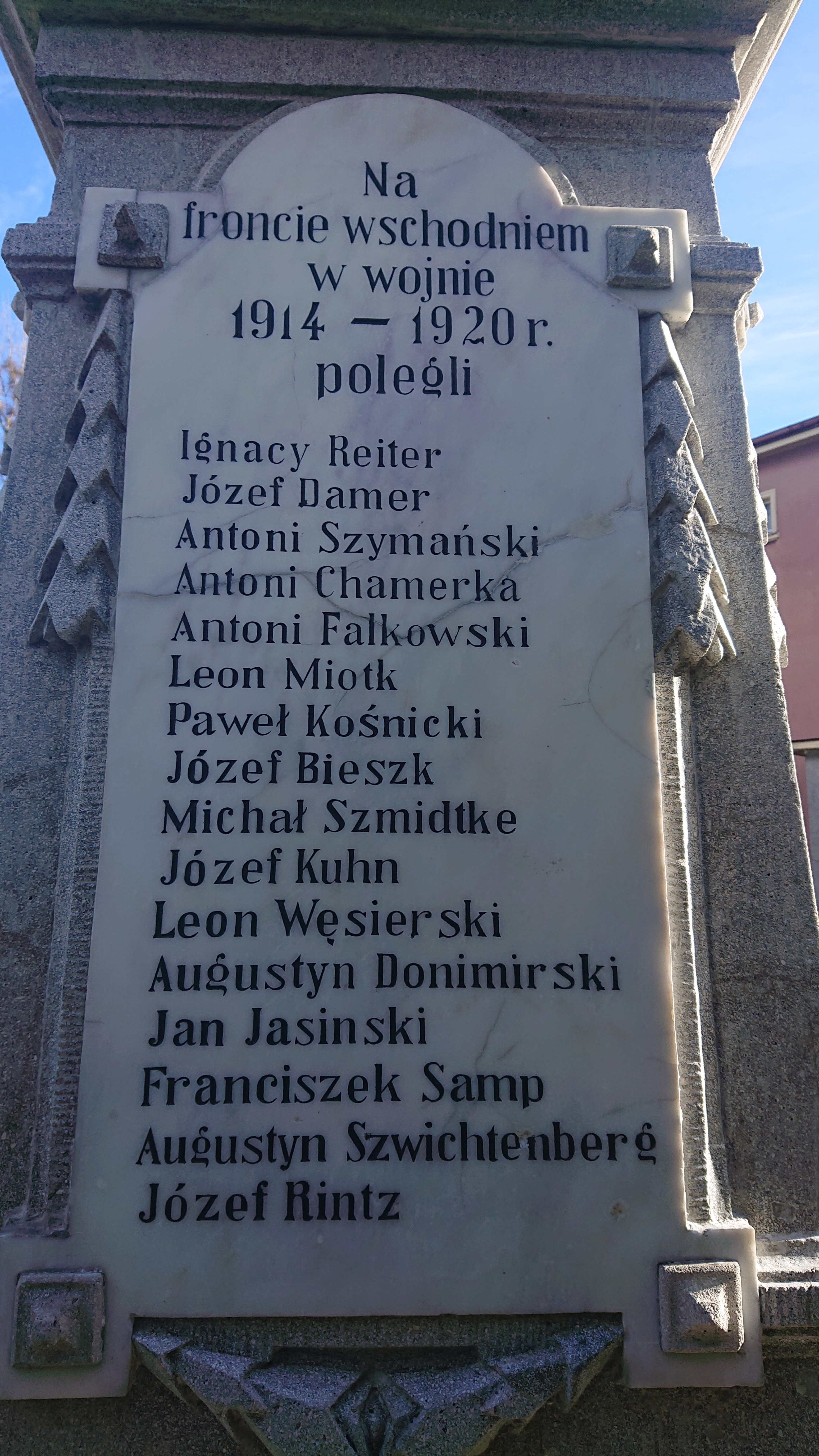
Tablica IV

Pomnik składa się z kamiennej figury postaci Chrystusa naturalnych rozmiarów, z pomalowanym na złoto Sercem Jezusa w jego centralnej części. Umieszczona jest ona na cokole. Na jego ścianach umieszczono cztery tablice, upamiętniające mieszkańców Chyloni, którzy zginęli podczas I wojny światowej.
Tablica I
Ku
czci i pamięci
Najdroższym
Ojcom Synom
i Braciom
z parafii
Chylonia
którzy życie
Ojczyźnie
w ofierze oddali

Błogosław Jezu
,Tym
Którzy serce Twe
!kochają
Tablica II
Na froncie zachodniem
w wojnie
1914-1920 r.
polegli

Franciszek Potrykus

Franciszek Lubner

Paweł Bark

Konrad Kortas

Jan Hildebrandt

Paweł Damer

Paweł Reiter

Augustyn Kas

Franciszek Neumann

Paweł Denz

Teodor Semmerling

Jan Młyński

Teofil Bork

Augustyn Hildebrandt

Jan Bissa

Jan Samp
Tablica III
Na froncie zachodniem
w wojnie
1914-1920 r.
polegli

Franciszek Reiter

Józef Wittbrodt

Augustyn Lubner

Józef Bieszk

Franciszek Paszke

Jan Kollmetz

Józef Lubner

Antoni Rohda
Tablica IV
Na froncie wschodniem
w wojnie
1914-1920 r.
polegli

Ignacy Reiter

Józef Damer

Antoni Szymański

Antoni Chamerka

Antoni Falkowski

Leon Miotk

Paweł Kośnicki

Józef Bieszk

Michał Szmidtke

Józef Kuhn

Leon Węsierski

Augustyn Donimirski

Jan Jasinski

Franciszek Samp

Augustyn Szwichtenberg

Józef Rintz
- Tablica I
- Tablica II
- Tablica III
- Tablica IV